# John Murray (Diplomat)
John Murray (* um 1714; † 9. August 1775 in Venedig) war von 1754 bis 1766 Botschafter Großbritanniens in der Republik Venedig und von 1766 bis Anfang 1775 in Konstantinopel, der Hauptstadt des Osmanenreiches.

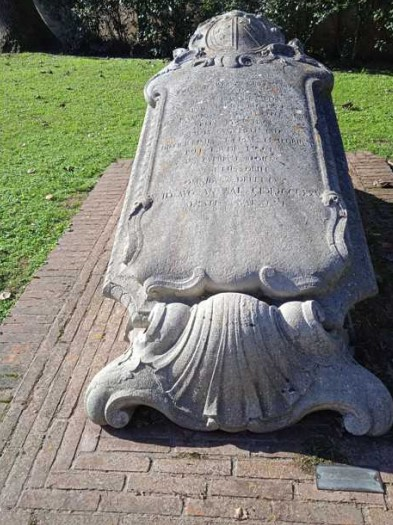
Der Grabstein von John Murray auf dem ehemaligen nicht-katholischen Friedhof am Lido von Venedig

In Venedig war er mit Giacomo Casanova befreundet, der seine Anwesenheit in der Lagunenstadt ab 1755 bezeugt. Insgesamt hielt sich Murray dort von 1754 bis 1766 auf.
Am 15. November 1765 wurde er britischer Botschafter in Konstantinopel, der Hauptstadt des Osmanischen Reiches. Dort trat er sein Amt am 2. Juni 1766 an. Dieses füllte er bis zum 27. Januar 1775 aus. Zunächst geriet er dort in eine kurze Phase diplomatischer Ruhe, als jedoch der Krieg zwischen Russland und dem Osmanenreich 1768 begann, wurde seine Aufgabe überaus komplex. Seine Hauptaufgabe bestand darin, die Arbeit der Levant Company zu fördern, denn militärische Auseinandersetzungen belasteten den britischen Handel im gesamten Mittelmeerraum. Dabei sollte er zudem den dominierenden französischen Einfluss verringern. Letzteres misslang, da der französische Botschafter Vergennes überlegen agierte. Zudem war Murray mit dem russischen Botschafter befreundet, was die osmanische Regierung misstrauisch machte, zumal London, das offiziell eine Politik der Neutralität verfolgte, eher auf russischer Seite agierte. Erst als sich Russland als überlegen erwies, unterstützte London wieder Konstantinopel. Murray gelang es nicht, einen vertraulichen Kontakt zu osmanischen Diplomaten herzustellen.
Mit dem Frieden von Küçük Kaynarca von 1774 wurde Murrays Arbeitsbelastung vermindert, doch nachdem seine Frau, Lady Wentworth, gestorben war, bat er um Entlassung aus dem Dienst, um sich um seine Angelegenheiten kümmern zu können.
Am 25. Mai 1775 brach er in seine Heimat auf, starb jedoch während eines Zwischenaufenthalts in Venedig am 9. August 1775, ohne dass die Ursache bekannt wäre. Beigesetzt wurde er auf dem Anglikanischen Friedhof auf dem Lido.
Für die Geschichtswissenschaften bedeutend ist Murray nicht wegen seiner geringen diplomatischen Erfolge, als vielmehr wegen seiner Berichte nach London, in denen er über das Erdbeben von 1766, Epidemien und das Alltagsleben berichtete. Die meisten seiner Berichte wurden in britischen Zeitungen veröffentlicht.